# Гольгер Майнс
Го́льгер Кла́ус Ма́йнс (нім. Holger Klaus Meins; нар. 26 жовтня 1941, Аймсбюттель, Гамбург, Німецька імперія — 9 листопада 1974, Віттліх, Рейнланд-Пфальц, Федеративна Республіка Німеччина) — західнонімецький режисер, терорист і член ліворадикальної терористичної організації «Фракція Червоної Армії» (RAF), що помер внаслідок голодного протесту, влаштованого членами RAF під час ув'язнення.

## Життєпис

### Ранні роки
Народився 26 жовтня 1941 року у Аймсбюютель-Гамбурзі в сім'ї гамбурзького торгівця Вільгельма Юліуса Майнса. В дитинстві був членом Християнської скаутської асоціації Німеччини і у 1957 році взяв участь у джемборі в Саттон-Колдфілді.
У січні 1962 року Майнс завершив навчання у гімназії Гамбург-Санкт-Георга і вступив до Гамбурзького університету образотворчих мистецтв. У 1964 році працював над оформленням «Театру в кімнаті» — приватного театру у Гамбург-Гарвестегуде. Восени того ж року Майнс покинув Гамбург і почав стажування на телестудії RIVA в Унтерферінгу, де став асистентом оператора в мюнхенській кіностудії ARPA.
У 1966 році Майнс покинув навчання в галузі мистецтва і перейшов до нещодавно відкритої Німецької академії кіно і телебачення у Берліні. Під час навчання в академії Майнс зняв кілька короткометражних фільмів, а також брав участь у інших проєктах — іноді як актор, але особливо як оператор.

### Політизація
«Точно і чуйно знявши» документальний фільм «Оскар Лянґенфельд: 12 разів» в стилі прямого кіно, в якому розповідається про повсякденні спроби виживання безхатченка, що хворіє на туберкульоз, у 1966 році Майнс вперше взяв участь у демонстрації Соціалістичної німецької студентської спілки проти війни у В'єтнамі. 2 червня 1967 року він також брав участь у протестах проти візиту іранського шаха Мохаммада Рези Пахлеві до Західної Німеччини, під час яких поліцейським був вбитий беззбройний протестувальник на ім'я Бенно Оннесорг. Після цих подій Майнс взяв участь у подальшій радикалізації студентського руху.
1 лютого 1968 року Майнс анонімно презентував свій трихвилинний документальний фільм «Як зробити коктейль Молотова?», поширений на різних семінарах і в «Комуні 1». Фільм детально описував процес створення коктейля Молотова за інструкцією, взятою з партизанського керівництва Режиса Дебре «Революція всередині революції». В кінці фільму коктейль кидають в розбиту машину поблизу видавництва Axel Springer SE.
Оскільки Майнс очікував, що через свій фільм він отримає кримінальне покарання, він і його однокурсник Гюнтер Петер Страшек на початку 1968 року вирушили до Мюнхена, де тільки-но відкрився Університет телебачення і кіно. Однак жоден із викладачів університету не погодився назвати фільм абстрактним твором мистецтва, що не закликає до насильства.
У травні того ж року Майнс взяв участь у захоплення Німецької академії кіно і телебачення, через що разом з ще 15 особами був відрахований з навчання 27 листопада 1968 року. 11 листопада 1969 року це рішення було скасовано і Майнс та його однокурсники були повторно прийняті до академії.

### Терористична діяльність
У вересні 1969 року Майнс переїхав до «Комуни 1» у Берліні. Працюючи у підпільній газеті «Агіт 883», Майнс домігся публікації заклику до створення «Фракції Червоної армії» (нім. Rote Armee Fraktion — RAF) у 62 номері. Майнс також відомий як автор дизайну агітаційного плакату під назвою «Свобода для всіх ув'язнених», на якій зображено стилізовану квітку з гранатою і гільзами, а також назви міжнародних партизанських і визвольних рухів, таких як В'єтконг, Тупамарос і партії Чорних пантер. За публікацію цього плакату письменник Петер-Пауль Заль у 1972 році був засуджений до півроку тюремного ув'язнення умовно за публічне підбурювання до скоєння злочинів.
14 серпня 1970 року Майнса заарештовано за підозрою в причетності до вибуху поліцейської машини, однак після місяця утримання під вартою в Берліні був звільнений. У жовтні того ж року він приєднався до «Фракції Червоної армії» під псевдо «Рольф» (пізніше змінив його на «Старбак», на честь капітана судна з «Мобі Діка»). 
У 1972 році Майнс був причетний до двох із п'яти терактів із використанням вибухівки, які члени RAF назвали «травневим наступом» і внаслідок яких чотирьох людей було вбито і понад 70 поранено. Пізніше його засудили за безпосередню участь у підриві штабу 5-го корпусу збройних сил США у Франкфурті 11 травня 1972 року, а також вибуху у штабі 7-ї армії США в Гайдельберзі.
1 червня 1972 року разом з Андреасом Баадером і Яном-Карлом Распе Майнс поїхав перевірити гараж у Франкфурті, де вони зберігали матеріали для виготовлення запалювальних пристроїв. Однак як тільки Распе під'їхав до гаража, група була блокована поліцією. Майнс і Баадер опинилися в приміщенні і були оточені, а Распе, що залишився біля машини, відкрив вогонь з пістолета і спробував втекти, але безрезультатно. Він був спійманий у сусідньому саду, а Майнс і Баадер заарештовані незабаром після цього.
Після арешту Майнс спочатку був доправлений і відбував ув'язнення в Бохумі, потім у в'язниці в Кобленці, а пізніше остаточно переведений до Віттліху.

### Голодування і смерть
У січні 1973 року Майнс вперше оголосив голодний протест разом з іншими ув'язненими членами RAF на знак протесту проти умов утримання. Ув'язнені вимагали, щоб їх оселили в одній в'язниці і зажадали статусу військовополонених. У травні того ж року відбулося друге голодування, що тривало сім тижнів і під час якого Майнса вперше піддали примусовому годуванню.
Майнс розпочав своє третє голодування 13 вересня 1974 року. 9 листопада з ним зустрівся його адвокат Зігфрід Гааг у виправній установі Віттліха, на той момент Майнс важив лише 39 кілограм маючи зріст 1,83 метра. Хааг проінформував про критичний стан ув'язненого суддю Теодора Принцинга, що був відповідальним за ситуацію з Майнсом у в'язниці, і попросив викликати судмедексперта, оскільки тюремних лікар був вихідний. Натомість Принцинг відмовив йому і за кілька годин Майнс помер у в'язниці.
Під час свого останнього голодування, що тривало 58 днів, Майнса годували примусово, однак тюремний лікар забезпечував його організм лише від 400 до 800 кілокалоріями на день протягом останніх двох тижнів і лише 400 кілокалоріями протягом останніх чотирьох днів. Після смерті у перестрілці 15 липня 1971 року Петри Шельм, Гольгер Майнс став другою людиною з числа членів RAF, що загинула.
18 листопада 1974 року Майнса поховали в сімейній могилі в Гамбург-Штеллінгені. На похованні були присутні понад 5000 осіб, серед яких Руді Дучке, що виголошував лозунги й звертаючись до мертвого Майнса, кричав просто перед камерами і з піднятим кулаком, що «боротьба триває». Згодом через це Дучке зазнав нападу, після чого у газеті Der Spiegel написав, що жодним чином не мав за мету проявити солідарність з діями RAF та «Рухом 2 червня» і що його більше хвилювала боротьба за гуманні умови тримання у тюрмах.

## Фільмографія
- Суб'єктивність (нім. Subjektitüde; 1966, звукооператор);
- Відкрита дужка, закрита дужка (нім. Klammer auf, Klammer zu; 1966, звукооператор);
- Ріффі (нім. Riffi; 1966, оператор);
- Перші дні (нім. Anfangszeiten; 1967, колективний клас кінофільмів в Університеті витончених мистецтв Рамсботта в Гамбурзі);
- Сільво (нім. Silvo; 1967, звукооператор);
- Слова голови (нім. Die Worte des Vorsitzenden; 1967, оператор);
- Оскар Лангенфельд: 12 разів (нім. Oskar Langenfeld. 12 Mal; 1967, режисер);
- Колірний тест — червоний стяг (нім. Farbtest — Rote Fahne; 1968, актор);
- Як приготувати коктейль Молотова? (нім. Wie baue ich einen Molotow-Cocktail?; 1968, режисер).

У німецькому документальному фільмі 2015 року «Німецька молодь» (нім. Eine deutsche Jugend) було використано уривки з кіноробіт Гольгера Майнса.